# Mieczysław Wallis

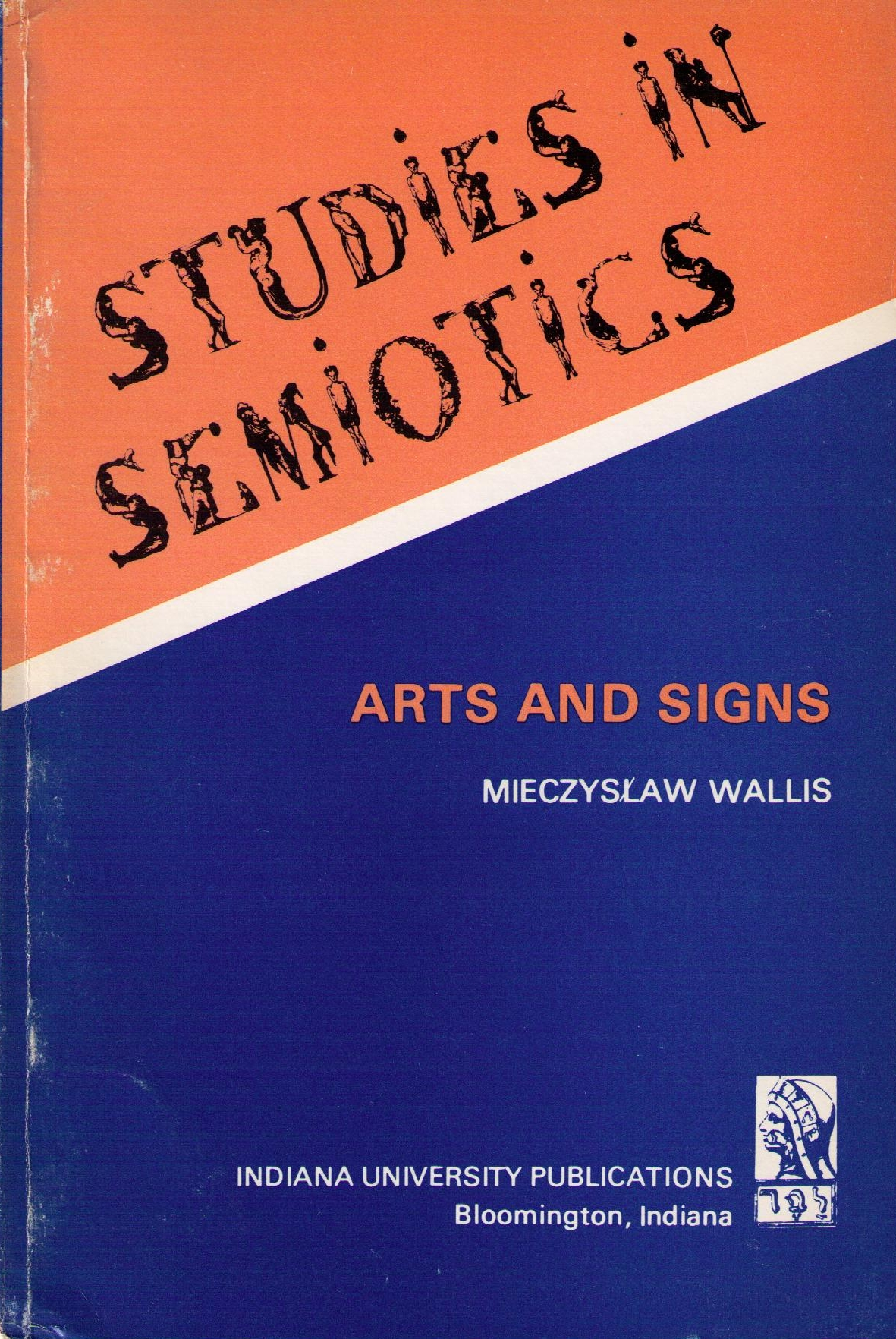
Cover des Buchs „Arts and Signs“ von Mieczysław Wallis (1975). Es enthält sechs Artikel, die in den 60er Jahren entstanden sind.

Mieczysław Wallis (häufig auch Mieczysław Wallis-Walfisz, * 16. Juni 1895 in Warschau; † 25. Oktober 1975 in Warschau) war ein polnischer Philosoph und Kunsthistoriker. Er wird der Lemberg-Warschau-Schule zugerechnet.

## Leben und Werk
Mieczysławs Eltern waren der Chemiker Bronisław Walfisz (1869–1942) und Helene Lipszyc. Die jüdisch-polnische Familie zog 1905 nach Deutschland, kehrte aber im Jahr 1908 zurück nach Warschau.
1913 erwarb Mieczysław Walfisz dort das Abitur am „Boys Prague Lyceum“. Seine Interessen lagen zu dieser Zeit bei der Biologie, Psychologie und Philosophie. Daher studierte er im akademischen Jahr 1913/14 Naturwissenschaften, Philosophie, sowie Zeichnen an der Universität Heidelberg, wo er Vorlesungen bei dem Philosophen  Wilhelm Windelband besuchte. Nach Kriegsbeginn 1914 war er für kurze Zeit in Bad Homburg vor der Höhe interniert, konnte aber ab 1915 in Warschau sein Studium fortsetzen.
Dort studierte er Philosophie bei Jan Łukasiewicz, Stanisław Leśniewski und Tadeusz Kotarbiński, sowie außerdem Kunstgeschichte und polnische Literatur.
1916 schloss er sich Józef Piłsudskis Polnischer Militärorganisation an, ab November 1918 war er bei der „Akademischen Legion“ (später 36. Infanterieregiment, 36 Pułk Piechoty Legii Akademickiej) eingesetzt. Nach einem Jahr als Soldat ging
Mieczysław zurück an die Universität, um das Studium abzuschließen. Schon im Juli 1920 meldete er sich aber erneut und kämpfte beim 192. Infanterieregiment.
Im Jahr 1921 wurde er promoviert, sein Doktorvater war Tadeusz Kotarbiński. Ab 1922 arbeitete Mieczysław (nun zunehmend Wallis statt Walfisz) als Kunstkritiker. Er schrieb Artikel für die Zeitungen Robotnik und Wiadomości Literackie, aber auch wissenschaftliche Arbeiten sowie Artikel über Ästhetik in Wiedza i Życie. Zwei kurze Monographien über Stanisław Noakowski und Ludomir Sleńdziński entstanden ebenfalls in der Zeit zwischen den Kriegen. Im Jahr 1930 wurde sein Sohn Aleksander Wallis geboren, der Soziologe wurde (gest. 1984) und mit der Kunsthistorikerin Elżbieta Grabska-Wallis (1931–2004) verheiratet war.

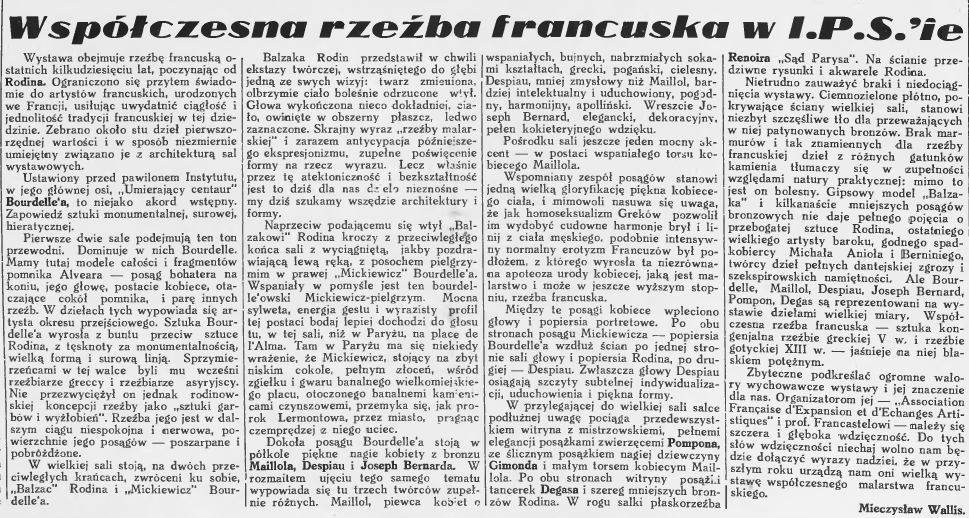
Ein Artikel von Mieczysław Wallis in der Wochenzeitung Wiadomości Literackie (1935)

Nachdem er im September 1939 Warschau in der Luftabwehr verteidigt hatte, wurde er fünfeinhalb Jahre in Osterode (Oflag XI A) und Woldenberg (Oflag II C) interniert.
Im Jahr 1945 konnte er in Warschau seine Habilitation fertigstellen und wurde dann Professor an der Universität Łódź. Außerdem unterrichtete er an der Theaterakademie Warschau und war weiterhin produktiv in den Bereichen Philosophie, Ästhetik, Kunstgeschichte und -kritik (z. B. auch Beiträge für Band 25, 1931 bis 33, 1939 des Allgemeinen Lexikons der bildenden Künstler).
Mieczysław Wallis war der Cousin von Arnold Walfisz und von Sophie Goetzel-Leviathan (geb. Walfisz).

## Schriften
(nur Übersetzungen)
- Canaletto, Warschaus Maler, Państwowy Instytut Wydawniczy, 1954
- Jugendstil, Arkady, 1974
- Arts and Signs (= Studies in Semiotics Band 2). Indiana University Publications, 1975